# 1988年夏季奥林匹克运动会中国代表团
1988年夏季奥林匹克运动会中国代表团参加1988年在韩国首尔舉行的第24届夏季奥林匹克运动会。代表团共有273名运动员，最终获得了5枚金牌名列奖牌榜第11名，为中华人民共和国参加夏季奥运会以来的最差成绩，被称为“兵败汉城”。

## 参照
1. ↑  . olympedia.com.   [July 6, 2023]. （原始内容存档于2023-04-06）.